# Fubang Xiang
Fubang Xiang (kinesiska: 富邦, 富邦乡) är en socken i Kina. Den ligger i provinsen Yunnan, i den sydvästra delen av landet, omkring 380 kilometer sydväst om provinshuvudstaden Kunming. Antalet invånare är 21 828. Befolkningen består av 710 181 kvinnor och 11 647 män. Barn under 15 år utgör 16,0 %, vuxna 15-64 år 76 %, och äldre över 65 år 7,0 %.
Genomsnittlig årsnederbörd är 1 554 millimeter. Den regnigaste månaden är juli, med i genomsnitt 417 mm nederbörd, och den torraste är februari, med 3 mm nederbörd.